# Nucleolaria
Nucleolaria is een geslacht van weekdieren uit de klasse van de Gastropoda (slakken).

## Soorten
- Nucleolaria cassiaui (Burgess, 1965)
- Nucleolaria granulata (Pease, 1862)
- Nucleolaria hinuhinu Moretzsohn, 2011
- Nucleolaria nucleus (Linnaeus, 1758)